# STS-116
STS-116 — космический полёт MTKK «Дискавери» по программе «Спейс Шаттл», для продолжения сборки Международной космической станции. Это двадцатый полёт по программе МКС.
В случае повреждения «Дискавери» при старте и невозможности его безопасного возвращения на Землю, планировалось, что экипаж останется на МКС и будет дожидаться спасательной экспедиции (STS-117), которая отправится на шаттле «Атлантис» 9 февраля 2007 года. Такая мера предосторожности предусмотрена в соответствии с рекомендациями комиссии, которая проводила расследование обстоятельств гибели шаттла «Колумбия».

## Экипаж
- НАСА: Марк Полански (2-й космический полёт) — командир экипажа;
- НАСА: Уильям Офелейн (1) — пилот;
- НАСА: Роберт Кербим (3) — специалист по программе полёта;
- НАСА: Николас Патрик (1) — специалист по программе полёта;
- НАСА: Джоан Хиггинботэм (1), специалист по программе полёта;
- ЕКА: Кристер Фуглесанг (1) — специалист по программе полёта, астронавт;
- НАСА: Сунита Уильямс (1) — бортинженер 14-й долговременной экспедиции МКС.

Сунита Уильямс присоединилась к 14-й долговременной экспедиции МКС, в качестве бортинженера. Вместо неё на Землю вернулся бортинженер 13-й долговременной экспедиции МКС Томас Райтер
В экипаже «Дискавери» — пять новичков космических полётов: Уильям Офелейн, Николас Патрик, Джоан Хиггинботэм, Кристер Фуглесанг и Суннита Уильямс. Кристер Фуглесанг — первый астронавт Швеции.

## Параметры полёта
- Вес:
  - Вес при старте: ?? кг
  - Вес при приземлении: ?? кг
- Перигей: ?? км
- Апогей: ?? км
- наклонение: 51,6°
- Период обращения: 91,6 мин

### Выходы в открытый космос
- Выход 1 —  Курбим и Фуглесанг
- Цель: монтаж сегмента ферменной конструкции Р5
- Начало: 12 декабря 2006 — 20:31 UTC
- Окончание: 13 декабря — 03:07 UTC
- Продолжительность: 6 часов 36 минуты

Это 4-й выход в космос Роберта Курбима и 1-й выход Кристера Фуглесанга.
- Выход 2 —  Курбим и Фуглесанг
- Цель: прокладывание силовых кабелей и подключение солнечных батарей к системе энергоснабжения МКС
- Начало: 14 декабря 2006 — 19:41 UTC
- Окончание: 15 декабря — 00:41 UTC
- Продолжительность: 5 часов 00 минут

Это 5-й выход в космос Роберта Курбима и 2-й выход Кристера Фуглесанга.
- Выход 3 —  Курбим и Уильямс
- Цель:прокладывание силовых кабелей и подключение солнечных батарей к системе энергоснабжения МКС, попытки свёртывания заклинившей солнечной батареи.
- Начало: 16 декабря 2006 — 19:25 UTC
- Окончание: 17 декабря — 02:56 UTC
- Продолжительность: 7 часов 31 минута

Это 6-й выход в космос Роберта Курбима и 1-й выход Суниты Уильямс.
- Выход 4 —  Курбим и Фуглесанг
- Цель: попытка свёртывания заклинившей солнечной батареи сегмента Р6.
- Начало: 18 декабря 2006 — 19:00 UTC
- Окончание: 19 декабря — 01:28 UTC
- Продолжительность: 6 часов 28 минута

Это 7-й выход в космос Роберта Курбима и 3-й выход Кристера Фуглесанга.

## Цель
- Доставка и монтаж сегмента ферменной конструкции МКС P5.
- Частичная замена долговременного экипажа МКС.
- Доставка грузов на МКС в транспортном модуле «Спейсхэб» (Spacehab,LSM).

Три основных компонента полезной нагрузки шаттла составляют: сегмент ферменной конструкции Р5, одиночный модуль «Спейсхэб» и панель, на которой установлено экспериментальное оборудование. Сегмент Р5 будет служить промежуточным звеном между панелями солнечных батарей, что обеспечит переконфигурацию распределения электроэнергии и систем охлаждения. Кроме того шаттл доставит на орбиту три пико-спутника, которые будут запущены после отстыковки шаттла от МКС. Эти три спутника имеют размер чашки кофе.
Успешная установка сегмента P5 является ключевым моментом для конфигурации системы электроснабжения МКС. Система электроснабжения состоит из генераторов энергии, накопления и хранения энергии, управления и распределения электроэнергии.

## Подготовка к полёту

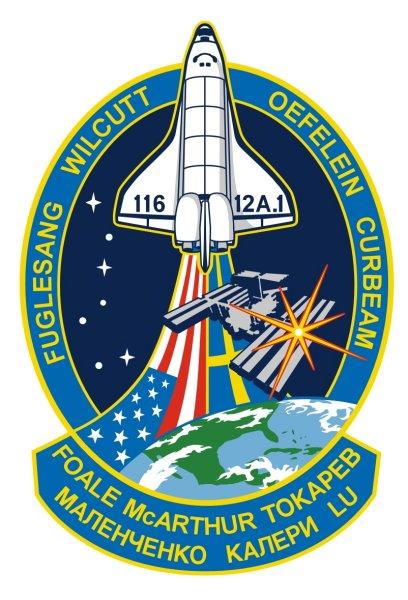
Первая эмблема миссии STS-116:на эмблеме — состав экипажа, который планировался в 2002 году.

Первоначально миссию STS-116 предполагалось провести в июле 2003 года с помощью шаттла «Атлантис». В состав экипажа планировались: Терренс Вилкат (командир), Уильям Офелейн (пилот), Роберт Курбим и Кристер Фуглесанг (Швеция), а также восьмой долговременный экипаж МКС: Майкл Фоул, Уильям МакАртур и Валерий Токарев. Майкл Фоул, Уильям МакАртур и Валерий Токарев должны были сменить на станции седьмой экипаж: Юрий Маленченко, Александр Калери и Эдвард Лу, которые должны были прибыть на станцию в марте 2003 года. После катастрофы «Колумбии», планы всех полётов и состав экипажей были изменены. 9 февраля 2005 года НАСА объявило состав изменённого экипажа для миссии STS-116: Марк Полански (командир), Уильям Офелейн (пилот), Роберт Курбим, Николас Патрик, Джоан Хиггинботэм и Кристер Фуглесанг (Швеция).
Суннита Уильямс была назначена бортинженером 14-й долговременной экспедиции МКС 2 мая 2006 года.
- 28 сентября. Менеджеры НАСА решили перенести старт «Дискавери» STS-116 на более ранний срок, с 14 декабря на 7 декабря 2006 года, время старта — 9:38 p. m. EST (8 декабря 02:38 UTC). После катастрофы «Колумбии», было принято решение осуществлять запуски шаттлов только в дневное время, чтобы обеспечить хорошие условия для видео и фото съёмки отваливающихся кусков изоляции от внешнего топливного бака. Старт 7 декабря будет произведён в тёмное время суток. Это отступление от принятого порядка будет обсуждаться в Космическом центре Джонсона 5 октября. Перенос старта сделан для того, чтобы астронавты могли бы вернуться на Землю до рождественских праздников.

Возможное время старта шаттла «Дискавери» STS-116.
- Старт 7 декабря 2006
  - 1-я попытка: 8 декабря 2:38 UTC (7 декабря 9:38 p. m. EST); возвращение 18 декабря.
  - 2-я попытка: 9 декабря 2:14 UTC (8 декабря 9:14 p. m. EST); возвращение 19 декабря.
  - 3-я попытка: 11 декабря 1:50 UTC (10 декабря 8:50 p. m. EST); возвращение 21 декабря.
  - 4-я попытка: 12 декабря 1:26 UTC (11 декабря 8:26 p. m. EST); возвращение 22 декабря.

- Старт 14 декабря 2006
  - 1-я попытка: 14 декабря 23:50 UTC (14 декабря 6:50 p. m. EST); возвращение 25 декабря.
  - 2-я попытка: 15 декабря 23:26 UTC (15 декабря 6:26 p. m. EST); возвращение 26 декабря.
  - 3-я попытка: 17 декабря 22:38 UTC (17 декабря 5:38 p. m. EST); возвращение 28 декабря.
  - 4-я попытка: 18 декабря 22:14 UTC (18 декабря 5:14 p. m. EST); возвращение 29 декабря.

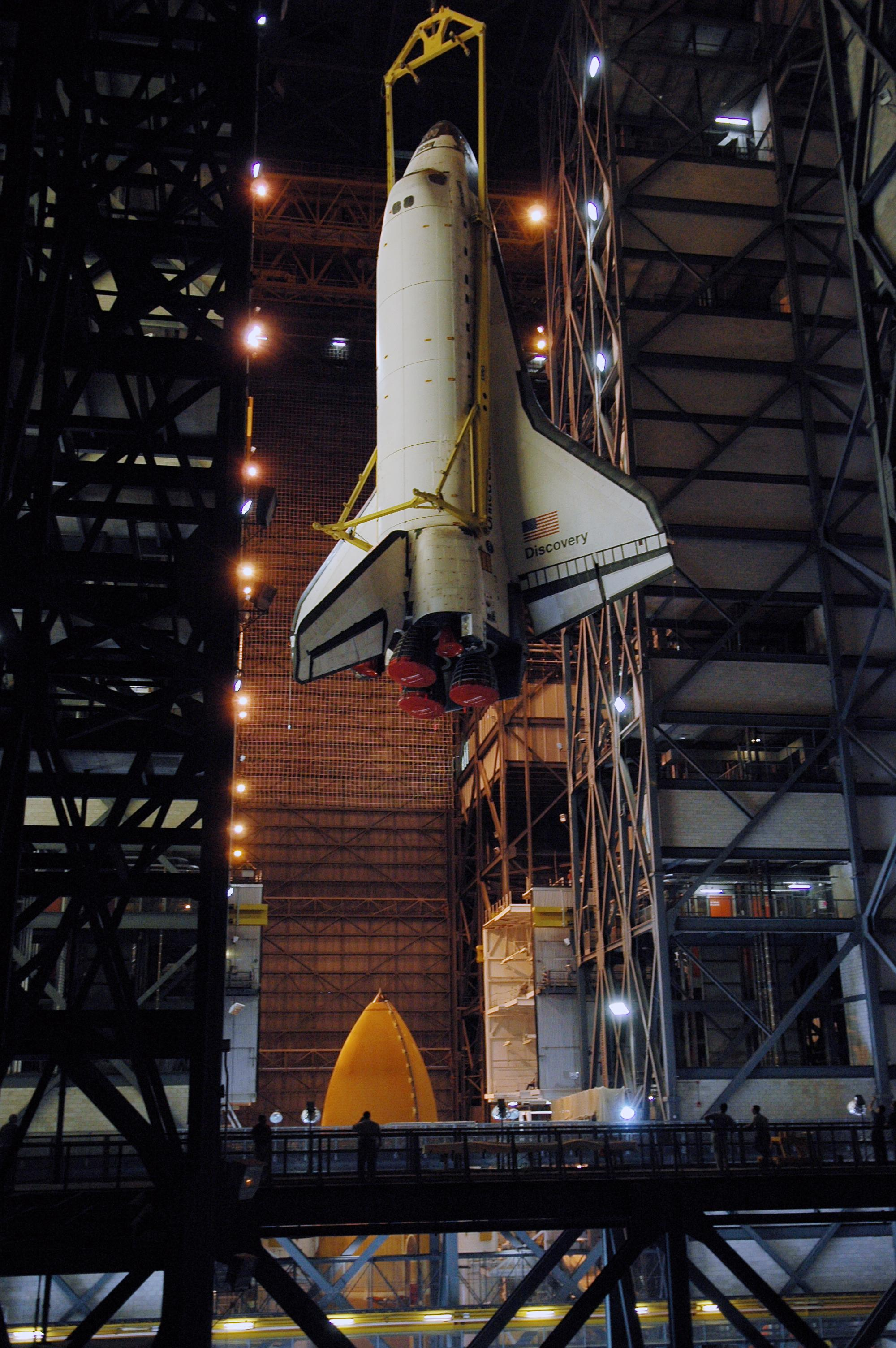
«Дискавери» в здании вертикальной сборки

- 31 октября шаттл «Дискавери» был перевезён из ангара в здание вертикальной сборки, где к нему будут подсоединены твердотопливные ускорители и внешний топливный бак. На 7 ноября 12 часов UTC (7 a. m. EST) намечена перевозка шаттла на стартовую позицию 39В.
- 9 ноября шаттл «Дискавери» перевезён из здания вертикальной сборки на стартовую позицию. Перевозка началась в 05:29 UTC (12:29 a. m. EST) и закончилась в 13:03 UTC (09:03 a. m. EST). За это время шаттл преодолел расстояние в 6,7 км (4,2 мили).
- 16 ноября в грузовой отсек шаттла были помещены модуль «Спейсхэб» и сегмент Р5.
- 8 декабря в 02:36 UTC (7 декабря 9:36 p. m. EST) руководителями стартовой группы в связи с плохой погодой было принято решение об отмене запуска. Таймер отсчёта времени старта был остановлен, и были запущены стандартные процедуры по деактивации систем корабля и стартового комплекса, произведена эвакуация экипажа. Последним покинул «Дискавери» командир корабля Марк Полански. Согласно прогнозам погода продолжает ухудшаться. Дата следующей попытки запуска 10 декабря 01:47 UTC (9 декабря 08:47 p. m. EST).

## Описание полёта

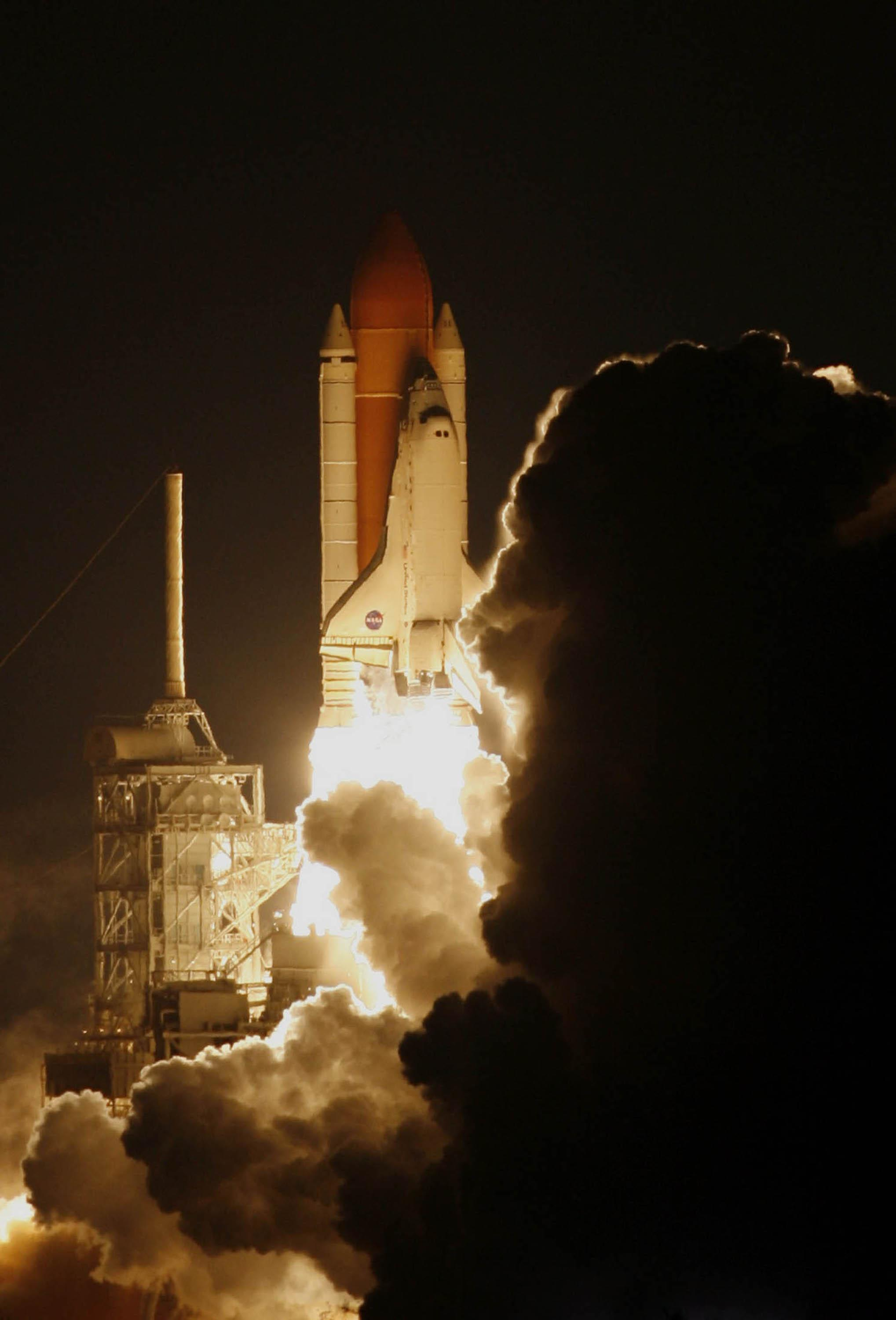
Запуск шаттла «Дискавери».

- 10 декабря — несмотря на опасения метеорологов о приближении холодного фронта с низкой облачностью, которые прервали предыдущую попытку запуска, в 9 декабря 17:46 UTC (12:46 p. m. EST) была начата и в 20:45 UTC (3:45 p. m. EST) полностью закончена заправка внешнего топливного бака космической системы. Для трансатлантического режима аварийного прерывания полёта была выбрана посадочная площадка базы ВВС в Мороне, Испания.
Шаттл «Дискавери» был запущен 01:47:35 UTC (9 декабря 08:47:35 p. m. EST,) и к 02:30 UTC (9 декабря 09:30 p. m. EST) был успешно выведен на целевую орбиту.

- 10 декабря — в первый день полёта экипаж, с помощью камеры, укреплённой на удлинителе робота-манипулятора шаттла, провёл инспекцию теплозащитного покрытия передних кромок крыльев и носа шаттла. Данные инспекции были переданы на Землю, для анализа состояния теплозащиты корабля специалистами. Экипаж также провёл контрольную проверку оборудования для предстоящей стыковки с МКС, назначенной на 11 декабря в 22:05 UTC (05:05 p. m. EST).

- 11 декабря — через двое суток после старта, шаттл «Дискавери» состыковался с МКС. Стыковка состоялась 11 декабря в 22:12 UTC (5:12 p.m. EST) над юго-восточной Азией. Приблизительно за час до стыковки, шаттл совершил, теперь уже стандартный, кувырок на 360° перед МКС. Космонавты экипажа МКС фотографировали днище шаттла с целью обнаружения возможных повреждений теплозащитного покрытия. После проверки герметичности стыка, в 23:54 UTC (6:54 p.m. EST) был открыт люк и астронавты шаттла перешли на МКС.

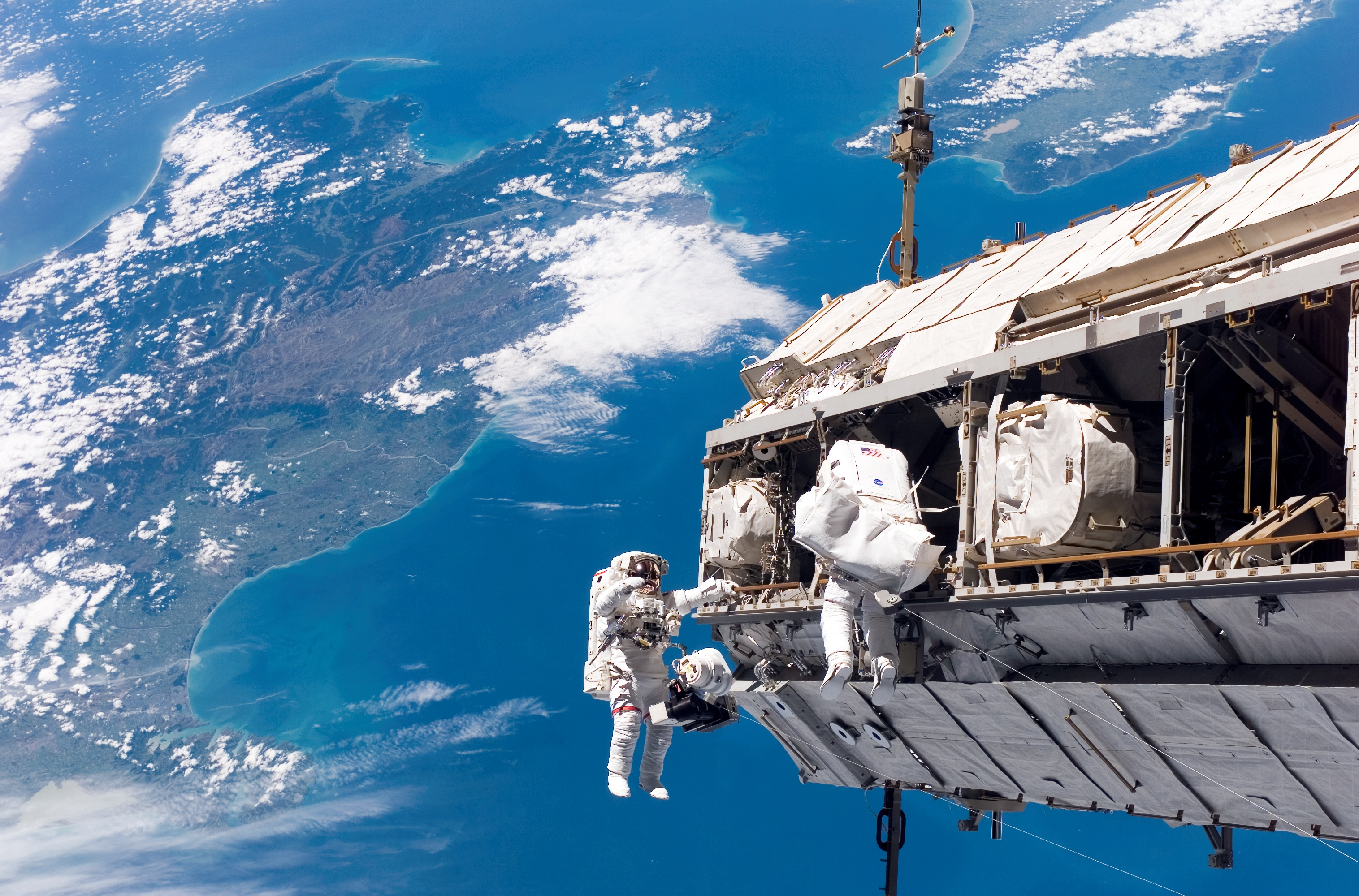
Курбим и Фуглесанг − первый выход в космос.

- 12 декабря — астронавты Роберт Курбим и Кристер Фуглесанг осуществили первый выход в открытый космос. Главной задачей выхода была установка сегмента ферменной конструкции Р5. Монтаж сегмента Р5 осуществлялся с помощью робота-манипулятора станции, которым управляла Джоан Хиггинботэм. Астронавты также заменили вышедшую из строя камеру на сегменте S1, и выполнили несколько небольших заданий, в том числе провели электрические соединения между сегментами Р4 и Р5 и проверили надёжность сборки. Выход начался 12 декабря в 20:31 UTC (3:31 p.m. EST) и закончился 13 декабря в 03:07 UTC (12 декабря 10:07 p.m. EST). Продолжительность выхода составила 6 часов 36 минут.

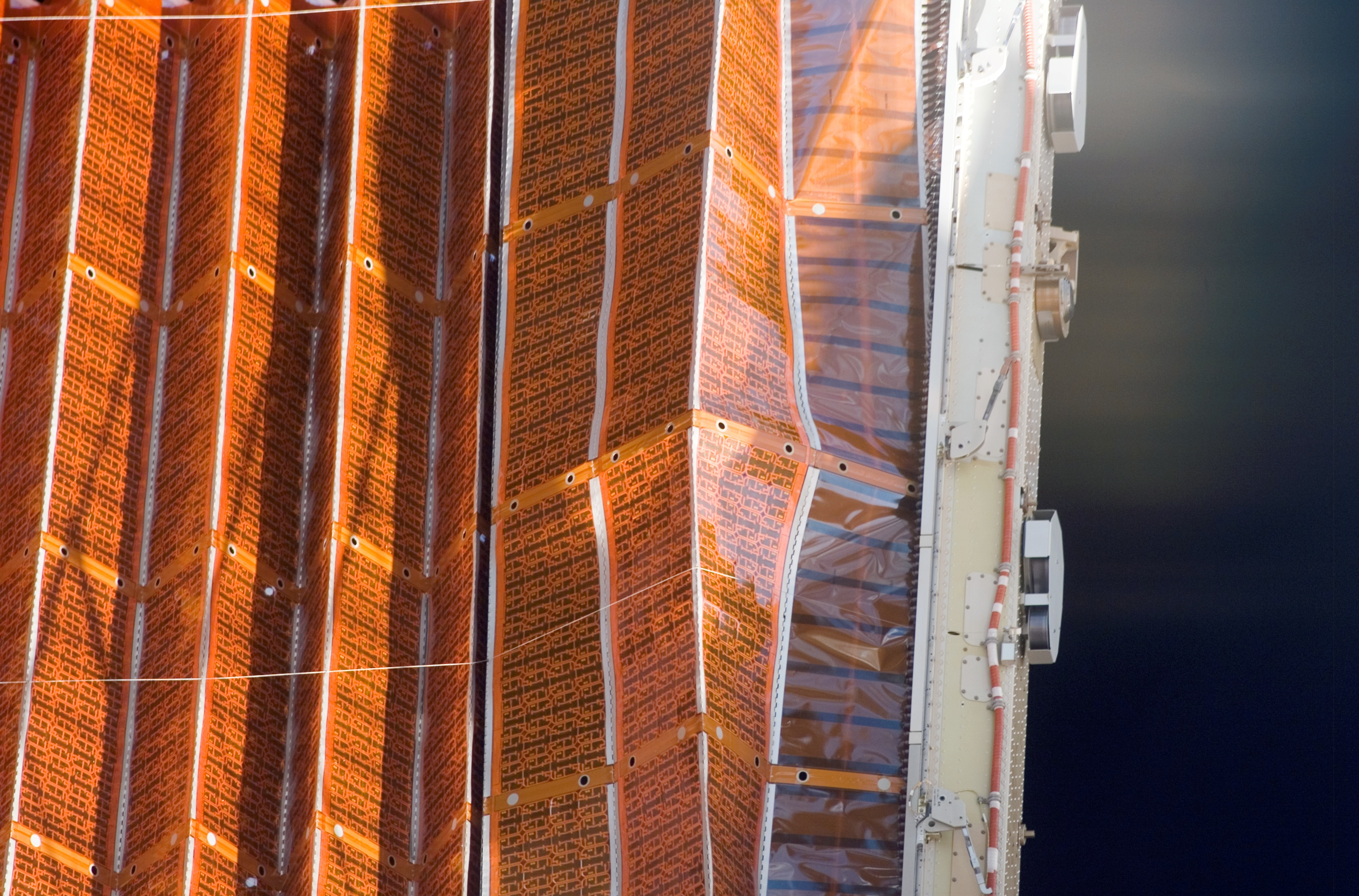
Заклинившая солнечная батарея Р6.

- 13 декабря — экипаж пытался сложить солнечную батарею сегмента Р6. Было предпринято несколько попыток свёртывания и развёртывания батареи, однако, полностью свернуть солнечную батарею, которая находилась в развёрнутом состоянии с декабря 2000 года, не удалось. После более чем шести с половиной часов непрерывных усилий, удалось свернуть только 17 из 31 секции солнечной батареи. Специалисты на Земле стали рассматривать возможность дополнительного выхода в открытый космос, чтобы попытаться свернуть эту батарею полностью.

- 14 декабря — астронавты Роберт Курбим и Кристер Фуглесанг успешно выполнили второй выход в открытый космос. Астронавты занимались электромонтажными работами: прокладывали силовые кабели и подключали солнечные батареи к системе энергоснабжения МКС. Выход начался 14 декабря в 19:41 UTC (2:41 p.m. EST) и закончился в 15 декабря в 00:41 UTC (14 декабря 7:41 p.m. EST). Продолжительность выхода составила 5 часов 1 минута, что меньше, чем планировалось ранее (5 часов 55 минут).

- 15 декабря — специалисты НАСА и астронавты, находящиеся на МКС пытались вызвать дополнительные встряски изнутри станции, чтобы как-то привести в движение заклинившую солнечную батарею сегмента Р6. Были приведены в движение (лёгкое покачивание) раскрытые крылья солнечных батарей. Такие движение вызывают вибрацию станции. Специалисты надеялись, что под действием такой вибрации, заклинившая батарея может выйти из ступора. Для этой же цели, член экипажа МКС Томас Райтер даже провёл усиленные тренировки на велотренажёре, также приводящие к усилению вибрации на станции. Однако эти усилия не привели к желаемому результату. Было принято решение, что попытки свёртывания заклинившей батареи астронавты предпримут во время третьего выхода в открытый космос, а возможно и во время дополнительного четвёртого выхода.

- 16 декабря — астронавты Роберт Курбим и Суннита Уильямс выполнили третий выход в открытый космос (для Уильямс это был первый выход в карьере астронавта). Астронавты занимались электромонтажными работами: прокладывали силовые кабели и подключали солнечные батареи к системе энергоснабжения МКС. В дополнение, астронавты пытались расшатать и свернуть заклинившую солнечную батарею сегмента Р6. Эти попытки удались им лишь частично. Удалось сложить ещё 4 секции батареи (в общей сложности, сложились 21 секции из 31). Вернуть батарею в полностью сложенное состояние не удалось. Выход начался 16 декабря в 19:25 UTC (2:25 p.m. EST) и закончился в 17 декабря в 02:56 UTC (16 декабря 9:56 p.m. EST). Продолжительность выхода составила 7 часов 31 минута.

- 17 декабря — экипаж шаттла начал готовиться к четвёртому, дополнительному выходу в открытый космос, с целью разобраться с проблемой полу свёрнутой солнечной батареи сегмента Р6. Решение о четвёртом выходе в космос было принято в субботу. Во время третьего выхода, астронавты Курбим и Уильямс пытались, с помощью встряски, свернуть заклинившую солнечную батарею, но полностью справится с этой задачей они не успели. Было принято решение, что эту работу продолжат Курбим и Фуглесанг во время четвёртого выхода, который был назначен на 18 декабря 18:47 UTC (1:47 p.m. EST). В связи с решением о проведении четвёртого выхода в космос, были на сутки сдвинуты сроки расстыковки шаттла с МКС, а также дата приземления шаттла. Расстыковка была перенесена на 19 декабря 22:09 UTC (5:09 p.m. EST), а возвращение шаттла на Землю на 22 декабря 20:55 UTC (3:55 p.m. EST).

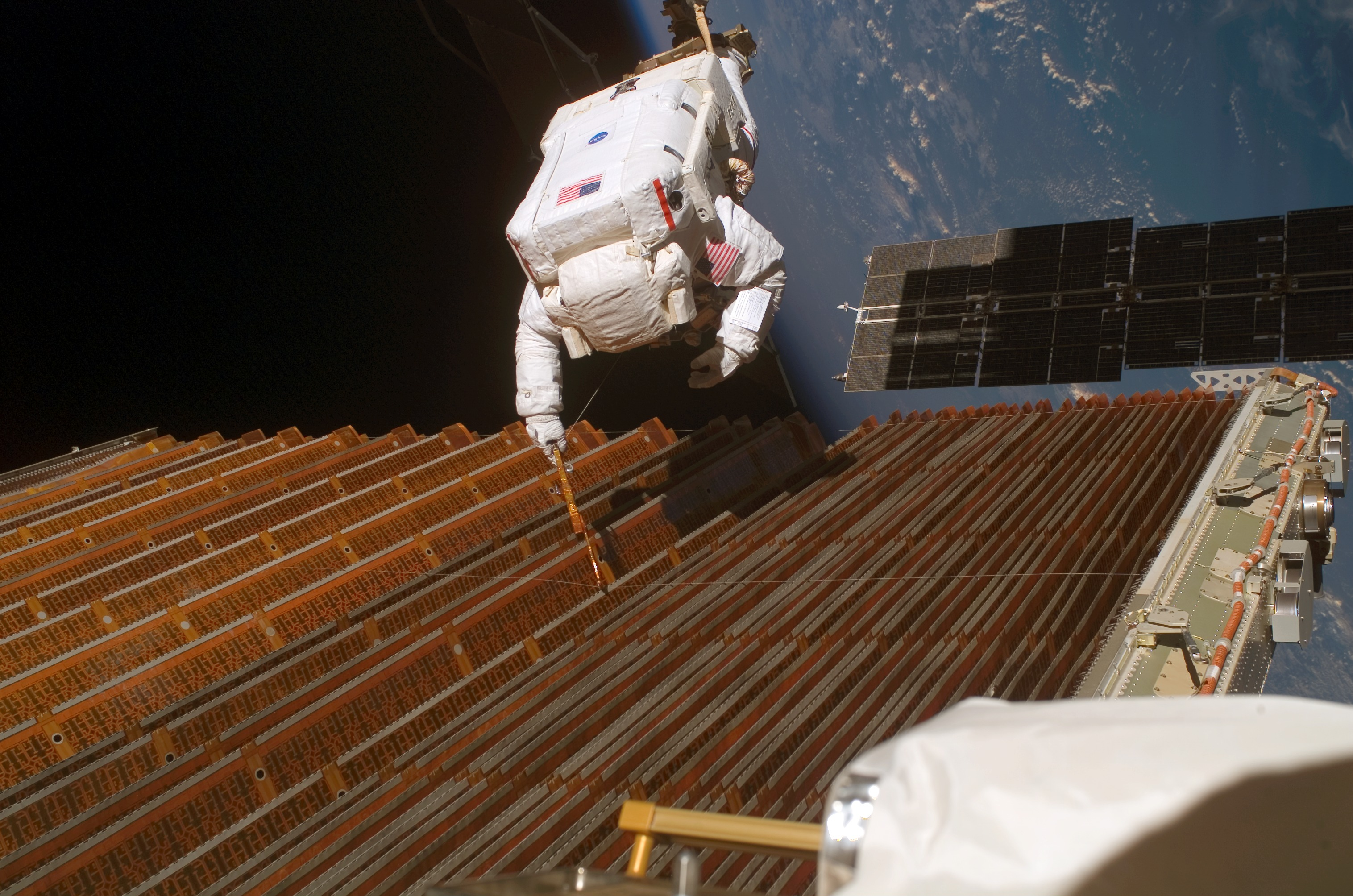
Роберт Курбим, во время четвёртого выхода, пытается помочь свернуться солнечной батарее.

- 18 декабря — астронавты Роберт Курбим и Кристер Фуглесанг успешно выполнили задание дополнительного выхода в открытый космос. Сегмент ферменной конструкции Р6 имеет два крыла (4B и 2B) солнечных батарей. Эти солнечные батареи были доставлены и развёрнуты на МКС в декабре 2000 года. Они использовались по временной схеме обеспечения станции электроэнергией. Теперь электроснабжение станции переключается на постоянную схему. Два крыла солнечных батарей сегмента Р6 должны быть свёрнуты, а в сентябре будущего года, свёрнутый пакет солнечных батарей сегмента Р6 планируется переставить на левый конец ферменной конструкции станции, и они будут развёрнуты вновь. В ходе нынешнего полёта, должно было быть свёрнуто крыло 4B, а крыло 2B планируется свернуть в марте будущего года во время миссии «Атлантис» STS-117. При попытке свёртывания крыла 4B, оно заклинило. Было принято решение о дополнительном, четвёртом выходе в космос, чтобы устранить препятствия к свёртыванию солнечной батареи. Сегодня эту задачу успешно выполнили Роберт Курбим и Кристер Фуглесанг. Выход начался 18 декабря в 19:00 UTC (02:00 p.m. EST) и закончился 19 декабря в 01:28 UTC (18 декабря 20:28 p.m. EST). Продолжительность выхода составила 6 часов 28 минут.

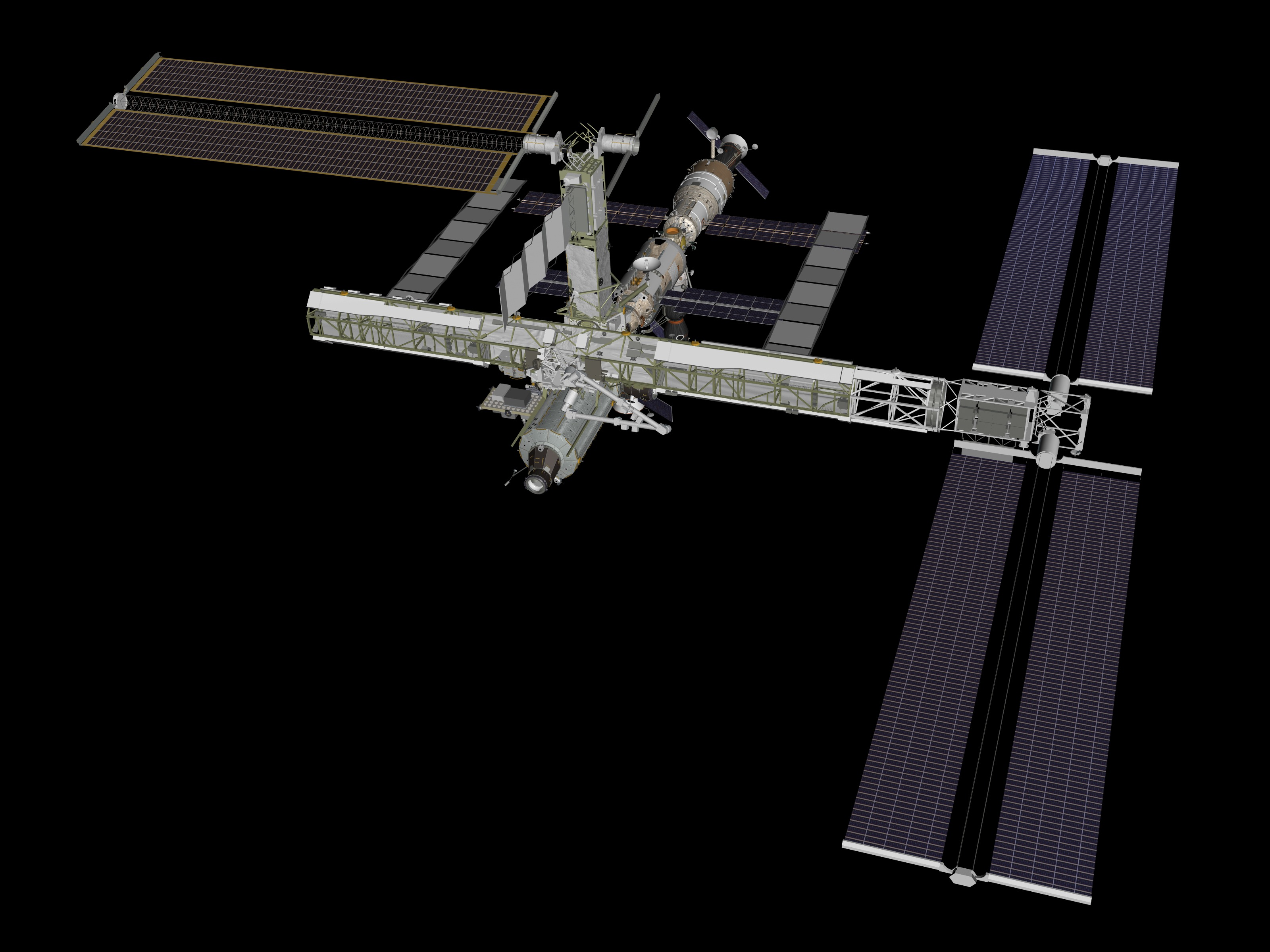
Так выглядит МКС после установки сегмента Р5.

- 19 декабря в 19:42 UTC (02:42 p.m. EST) был закрыт переходный люк между МКС и шаттлом. В 22:10 UTC (05:10 p.m. EST) шаттл отстыковался от МКС. Это произошло над Индийским океаном.

- 20 декабря — астронавты «Дискавери» провели последнюю перед посадкой инспекцию теплозащитного покрытия шаттла. Командир экипажа Марк Полански, пилот Билл Олфелайн и специалист полёта Николас Патрик с помощью робота-манипулятора с удлинителем и камерой, закреплённой на конце удлинителя, обследовали внешнюю поверхность шаттла, в поисках повреждений, которые могли возникнуть от столкновения с космическим мусором или микрометеоритами. Астронавты Боб Курбим, Кристер Фуглесанг, Джоан Хиггинботэм и Томас Райтер занимались укладкой и упаковкой оборудования перед предстоящей в пятницу посадкой.

- 21 декабря астронавты «Дискавери» запустили несколько микроспутников. Первый спутник был запущен из грузового отсека шаттла в 00:19 UTC. Спутник называются MEPSI (MicroElectromechanical system-based PicoSat Inspector). Этот спутник состоит из двух частей, имеющих кубическую форму и связанных между собой. Размер спутников около 10 сантиметров, общий вес двух спутников — 3,5 кг. В 1:58 UTC был запущен спутник RAFT (RAdar Fence Transponder), который также состоит из двух связанных между собой спутников имеющих форму куба размером 13 сантиметров и общим весом — 7 кг. В 18:23 UTC запущен спутник ANDE (Atmospheric Neutral Density Experiment), который состоит из двух маленьких спутников: первый FCAL (Fence CALibration) (вес 75 кг), второй MAA (Mock Ande Active) (50 кг).

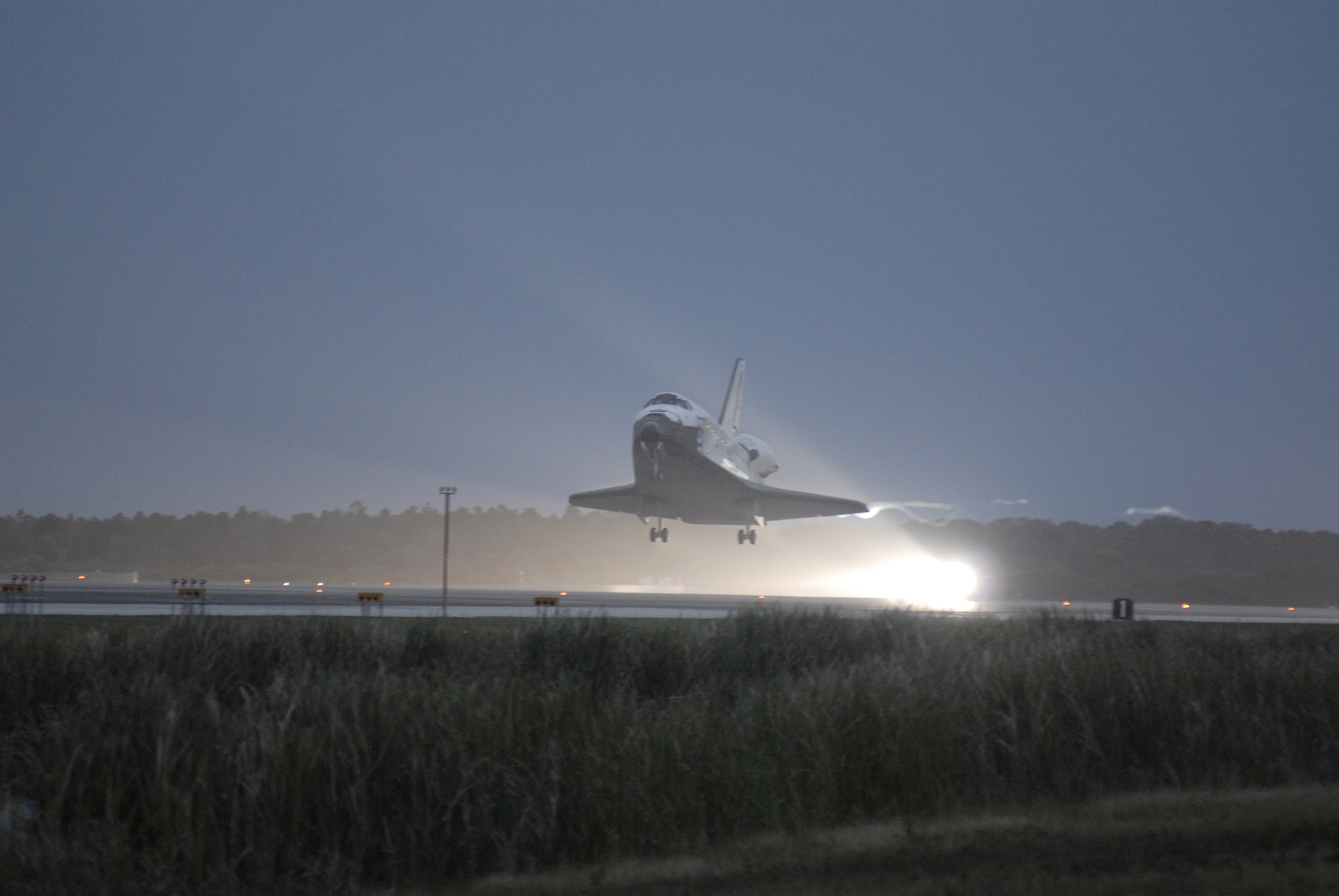
Приземление.

- 22 декабря— Первая попытка приземления шаттла (в 20:55 UTC) была отменена из-за проливного дождя на мысе Канаверал. Были высказаны предложения о посадке шаттла на базе Эдвардс или на полигоне Уайт Сэндс, однако первый вариант был также отвергнут по метеорологическим основаниям, а посадка на полигоне Уайт Сэндс осуществлялась всего один раз — во время полёта шаттла «Колумбия» STS-3 в 1982 году и сопряжена с последующей дорогостоящей перевозкой орбитера на специальном самолёте. Шаттл совершил ещё один виток вокруг Земли и успешно приземлился на мысе Канаверал (Флорида) в 22:32 UTC (05:32 p.m. EST).

## Итоги
Программа полёта «Дискавери» STS-116 была полностью выполнена. Доставлен и смонтирован сегмент ферменной конструкции МКС Р5. Были произведены переключения системы электропитания МКС с временной схемы на постоянную. Это было необходимо для обеспечения достаточного энергоснабжения новых модулей МКС — европейского «Коламбус» и японского «Кибо», которые будут смонтированы на станции в 2007—2008 годах. В общей сложности были проведены четыре выхода в открытый космос, причём четвёртый выход не планировался ранее. Необходимость в четвёртом выходе возникла из-за невозможности свёртывания панели солнечной батареи сегмента Р6. Осуществлена частичная смена экипажа 14-й долговременной экспедиции МКС.